# Winchester Модель 100
Winchester Модель 100 була самозарядною гвинтівкою виробництва компанії Winchester Repeating Arms Company. Вперше вона була представлена в 1961 році і випускалася до 1973 року. Було випущено приблизно 262 838 гвинтівок. Варіанти цієї гвинтівки могли стріляти набоями .308, .243 або .284 Winchester. Ствол довжиною 22 дюйми (560 мм). Також існував варіант карабіна зі стволом довжиною 19 дюймів. Вага гвинтівки становила 3,4 кг.

## Відкликання
У 1990 році компанія Winchester відкликала цю гвинтівку через тенденцію до поломки ударника через втому металу і його застрягання в поверхні затвора, внаслідок чого гвинтівка стріляла з не повністю замкненим затвором, що призводило до можливих катастрофічних наслідків, відмов та ризику серйозної травми або смерті стрільця. Компанія Winchester запропонувала безкоштовний ремонт зброї.